# Herbert Grymer
Herbert Grymer (* 17. Oktober 1945; † 1. Februar 2021) war ein deutscher Soziologe.

## Leben
Er studierte Soziologie und Volkswirtschaft in München. Nach der Promotion 1979 zum Dr. rer. pol. in Bremen war er bis zur Emeritierung 2010 Professor für Soziologie und anwendungsbezogene Soziologie an der Universität Wuppertal.

## Schriften (Auswahl)
- mit Thomas Krämer-Badoni und Marianne Rodenstein: Zur sozio-ökonomischen Bedeutung des Automobils. Frankfurt am Main 1971, OCLC 476161181.
- Konfliktverarbeitung und Staatsstruktur. Techniken der administrativen Entschärfung gesellschaftlicher Widersprüche. Frankfurt am Main 1979, ISBN 3-593-32473-3.
- Altengerechte Stadt. Das Handbuch. Partizipation älterer Menschen als Chance für die Städte. Münster 2008, ISBN 3-9810606-0-1.
- mit Edwin Behrens: Die Suche nach Gewissheit. Religiöser Fundamentalismus und die Erosion unserer Konsenskultur. Remscheid 2020, ISBN 3-89796-298-5.